# Furmanove, Sakî
Furmanove (în ucraineană Фурманове) este un sat în comuna Vorobiove din raionul Sakî, Republica Autonomă Crimeea, Ucraina.

## Demografie
Componența lingvistică a localității Furmanove
     Tătară crimeeană (58,14%)
     Rusă (32,56%)
     Ucraineană (8,53%)
Conform recensământului din 2001, majoritatea populației localității Furmanove era vorbitoare de tătară crimeeană (58,14%), existând în minoritate și vorbitori de rusă (32,56%) și ucraineană (8,53%).